# Старожиловка (река)
Старожи́ловка — река на севере Санкт-Петербурга. Берёт начало на южном склоне Парголовских высот, протекает через Парголово, вдоль восточной и юго-восточной границы Шуваловского парка, впадает в озеро Нижнее Большое Суздальское.

## История
На берегу реки существовала одноимённая деревня, вошедшая в начале XX века в состав посёлка Парголово.

## Географические сведения
Длина 7 км, площадь бассейна 33 км². Русло сильно извилистое, шириной 5—8 м. Глубина 0,1—1,2 м. Скорость течения 0,03—0,6 м/с.
Река относится к водоемам 2-й категории водопользования.
После Шуваловского парка протекает 400 метров по трубе вдоль Суздальского проспекта, пересекая Выборгское шоссе.

## Данные водного реестра
По данным государственного водного реестра России относится к Балтийскому бассейновому округу, водохозяйственный участок реки — Реки и озера бассейна Финского залива от границы РФ с Финляндией до северной границы бассейна р. Нева, речной подбассейн реки — Нева и реки бассейна Ладожского озера (без подбассейна Свирь и Волхов, российская часть бассейнов). Относится к речному бассейну реки Нева (включая бассейны рек Онежского и Ладожского озера).
Код объекта в государственном водном реестре — 01040300512102000008461.

## Экология
- По санитарно-гигиенической классификации степень загрязнения реки высокая (индекс загрязнения 2).
- Поступление недостаточно очищенных сточных вод, после станции биологической очистки посёлка Торфяное.
- В речку отводятся стоки городской дождевой канализации.
- Растёт концентрация железа и марганца.

По данным лабораторных исследований содержание БПК 5 в воде — до 8 мг/л, нефтепродуктов — до 2.5 мг/л.

## Достопримечательности
Через Старожиловку перекинуты мосты в створе ул. Шишкина, Вологдина, Заречной.